# Firth of Forth

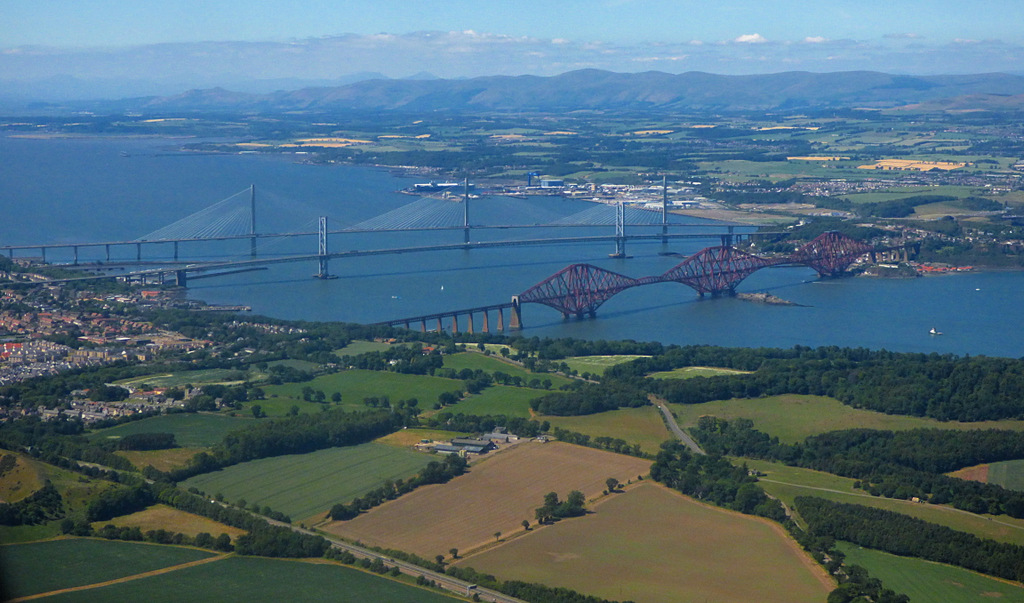
Broarna över Firth of Forth.

Firth of Forth (Linne Foirthe på skotsk gaeliska) är floden Forths mynningsvik ut till Nordsjön i Skottland.
Firth of Forth är trattformig, omkring 75 kilometer lång, 25 kilometer bred vid mynningen och 1 1/2 kilometer bred vid Queensferry. Större fartyg kan gå in till Grangemouth. Forths mynning ligger längst in i viken och far farbar med små fartyg upp till Stirling.
Forthbron (järnvägsbro), påbörjad 1883, samt Forthbron (vägbro) går över viken.